# Marcus Vinther
Marcus Bøgh Gross Vinther (* 15. Oktober 2002) ist ein dänischer Basketballspieler.

## Werdegang
Vinther spielte als Jugendlicher beim Verein Aarhus GF, wechselte dann in den Nachwuchs der Bakken Bears. Ihm gelang im Vorfeld des Spieljahres 2022/23 der Sprung ins Aufgebot des Erstligisten, für dessen ebenso der höchsten Spielklasse (Basketligaen) zugehörige Nachwuchsfördermannschaft er nach diesem Schritt auch weiterhin einsatzberechtigt war. Im September 2022 wurde der Flügelspieler erstmals im europäischen Vereinswettbewerb Champions League eingesetzt. Mit der Mannschaft wurde er 2023 dänischer Meister und Pokalsieger. 2024 wurde der Gewinn des Meistertitels wiederholt, zusätzlich sicherte man sich den Gesamtsieg in der European North Basketball League (ENBL) bei. Auch 2025 wurde Vinther mit Bakken wiederum dänischer Meister.

### Nationalmannschaft
2018 war Vinther Teilnehmer der B-Europameisterschaft in der Altersstufe U16.